# DAX-Indexfamilie
Die DAX-Indexfamilie ist eine Zusammenstellung von etwa 900 Aktienindizes, die von der Deutschen Börse AG (DBAG) aufgelegt wurden und während der Handelszeiten der Frankfurter Wertpapierbörse im Sekunden- oder Minutentakt berechnet werden. Sie geht zurück auf den DAX-Index, der am 1. Juli 1988 eingeführt wurde. DAX ist eine eingetragene Wort- und Bildmarke der Deutschen Börse AG, deren Aktien selbst in diesem Index notiert sind.
Die DAX-Familie ist untergliedert in die DAX-Indizes mit schwerpunktmäßig deutschen Aktien, die „DAX-Global“-Indizes mit internationalen Aktien und die „DAX-Plus“-Indizes, die aus abgeleiteten Finanzkennzahlen wie Dividendenrendite, Volatilität oder Momentum berechnet werden.

## Prime-Standard-Indizes
Der DAX umfasst die 40 im Frankfurter Prime-Standard-Börsensegment gehandelten Aktien, die anhand einer von der DBAG festgelegten Gewichtungsformel am bedeutendsten sind. Darum wird der Index in Handelsplattformen auch DAX40 oder GER40 genannt. In die Gewichtung gehen die Marktkapitalisierung der im Streubesitz befindlichen Anteile und die Börsenumsätze der einzelnen Aktien mit ein.
Auf den DAX folgen nach derselben Berechnungsmethode weitere 50 Nebenwerte im MDAX und 70 im SDAX. Unabhängig davon gibt es den TecDAX-Index, der die 30 bedeutendsten im Prime Standard gehandelten Technologieunternehmen umfasst, wobei wiederum die DBAG entscheidet, welche Unternehmen als solche anzusehen sind. Die im TecDAX gelisteten Werte können seit dem 24. September 2018 parallel auch in DAX, MDAX oder SDAX notiert sein. Der HDAX fasst alle Aktien von DAX, MDAX und TecDAX zusammen. Aufgrund der Parallelnotierung von TecDAX-Werten in weiteren Indizes ist die Gesamtzahl der Aktien im HDAX variabel. Alle diese Indizes bestehen in zwei Formen: Als reiner Kursindex und als sogenannter Performanceindex, der um Kurssprünge durch Dividendenabschläge und (sonstige) Kapitalmaßnahmen bereinigt ist.
Die oben genannten Indizes werden heute nur noch anhand der Kurse des elektronischen Xetra-Handelssystems berechnet, das werktäglich von 9 bis 17:30 Uhr aktiv ist. Für die darüber hinaus durch den sogenannten Parketthandel abgedeckten Zeiten von 8 bis 20 Uhr existieren die Indizes LDAX, XDAX, L-MDAX, X-MDAX, L-SDAX und L-TecDAX. Sie werden von der DBAG als Late- oder Late/Early-Indizes bezeichnet.
Daneben gibt es weitere vom DAX abgeleitete Indizes wie den DivDAX mit den dividendenstärksten DAX-Titeln, den ShortDAX, der als Gegenstück zum DAX bei fallenden Kursen steigt, und den Volatilitätsindex VDAX. Entsprechend bildet der DivMSDAX die 15 dividendenstärksten Werte des gemeinsamen Indexportfolios von MDAX und SDAX ab.

## Vom Prime Standard unabhängige Indizes
Der General-All-Share-Index umfasst alle im Frankfurter General Standard gehandelten, das heißt in Frankfurt im Regulierten Markt außerhalb des Prime Standard notierten Aktien, der CDAX alle im Prime und General Standard notierten deutschen Werte. Der GEX (German Entrepreneurial Index) enthält nur inhabergeführte deutsche Unternehmen. Es werden auch zahlreiche auf deutsche Unternehmen fokussierte Branchenindizes (DAX-Sector- und DAX-Subsector-Indizes) berechnet, die Aktien aus Prime Standard, General Standard und Scale umfassen.
Für die internationalen Aktienmärkte bestehen die sogenannten DAXglobal-Indizes wie beispielsweise der DAXglobal Asia Index, der DAXglobal Shipping für Schifffahrtsunternehmen und der DAXglobal Austria für österreichische Unternehmen.
DAX SRI (Socially Responsible Investing) Indices werden nach sozialer Nachhaltigkeit und DAX ESG (Environmental, Social & Governance) nach sozialer und ökologischer Nachhaltigkeit angelegt.